# Renaud Dion

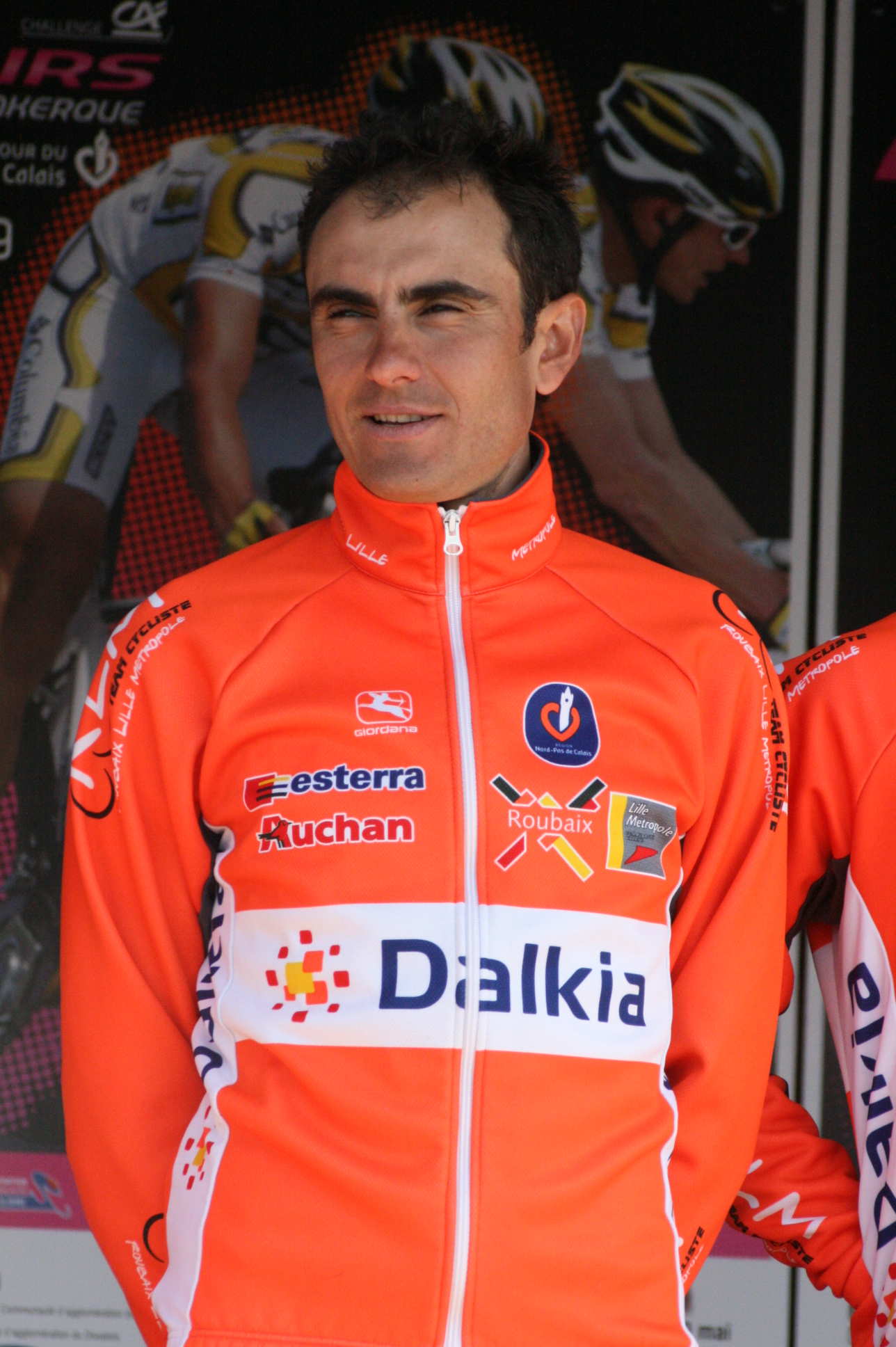
Renaud Dion bei den Vier Tagen von Dünkirchen 2010

Renaud Dion (* 6. Januar 1978 in Gien) ist ein ehemaliger französischer Radrennfahrer.

## Sportliche Laufbahn
Renaud Dion begann seine Profikarriere 2004 bei dem französischen Radsportteam R.A.G.T. Semences. Dort fuhr er zwei Jahre lang, bevor er 2006 zum französischen ProTeam Ag2r Prévoyance wechselte. Hier gewann er in seinem ersten Jahr das Eintagesrennen Le Samyn. Im Jahr 2011 gewann er die Route Adélie de Vitré. Nach Ende der Saison 2013 beendete Dion seine internationale Karriere, während der auch je zweimal den Giro d’Italia und die Vuelta a España beendete, beim Professional Continental Team Bretagne-Séché Environnement.

## Palmarès

### Erfolge
2006
- Le Samyn

2011
- Route Adélie de Vitré

### Grand-Tour-Platzierungen
| Grand Tour            | 2006 | 2007 | 2008 | 2009 |
| --------------------- | ---- | ---- | ---- | ---- |
| Giro d’ItaliaGiro     | 104  | –    | –    | 81   |
| Tour de FranceTour    | –    | –    | –    | –    |
| Vuelta a EspañaVuelta | –    | 78   | 113  | –    |

## Teams
- 2004 R.A.G.T. Semences-MG Rover
- 2005 R.A.G.T. Semences
- 2006 AG2R Prévoyance
- 2007 AG2R Prévoyance
- 2008 AG2R La Mondiale
- 2009 AG2R La Mondiale
- 2010 Roubaix Lille Métropole
- 2011 Bretagne-Schuller
- 2012 Bretagne-Schuller
- 2013 Bretagne-Séché Environnement

## Persönliches
Dion hat eine Ausbildung im Managementbereich absolviert. Er begann mit dem Radsport beim Verein UC Gien Sport.